# Minoru Wakasa
Minoru Wakasa (jap. 若狭実 Wakasa Minoru; ur. 8 lipca 1951) – japoński skoczek narciarski. Olimpijczyk (1976), uczestnik mistrzostw świata w lotach narciarskich (1973).

## Przebieg kariery
W latach 70. XX wieku Wakasa brał udział w prestiżowych zawodach międzynarodowych. W lutym 1972 zwyciężył w konkursie międzynarodowym w kanadyjskim Revelstoke. W lutym 1973 zajął 3. lokatę w Tygodniu Lotów Narciarskich w Ironwood. Ponadto plasował się w czołowej „dziesiątce” Miyasama Games w Sapporo (5. miejsce 12 marca 1972), Szwedzkich Igrzysk Narciarskich w Falun (8. pozycja 23 lutego 1973) oraz Igrzysk Narciarskich w Lahti (8. lokata 3 marca 1973).
Wystartował w Zimowych Igrzyskach Olimpijskich 1976, biorąc udział tylko w konkursie indywidualnym na skoczni dużej, w którym uplasował się na 29. pozycji. Trzy lata wcześniej wystartował w mistrzostwach świata w lotach narciarskich, zajmując w klasyfikacji końcowej tych zawodów 17. lokatę.
Był związany z firmą Hokkaido Takushoku Bank, będąc zawodnikiem jej zakładowego klubu sportowego.

## Osiągnięcia

### Zimowe igrzyska olimpijskie

#### Indywidualnie
| 1976 Innsbruck | – | 29. miejsce (skocznia duża) |

### Mistrzostwa świata w lotach narciarskich

#### Indywidualnie
| 1973 Oberstdorf | – | 17. miejsce |